# Карагайцы (у речки Зарич, Пермский край)
Карагайцы — деревня в составе Верещагинского городского округа в Пермском крае.

## Географическое положение
Деревня расположена в центральной части округа на расстоянии примерно 7 километров по прямой на северо-запад от Верещагино, у речки Зарич, притоке Лысьвы, впадающей в Обву.

## Климат
Климат умеренно-континентальный с продолжительной снежной зимой и коротким, умеренно-теплым летом. Средняя температура июля составляет +17,6 0С, января –15,7 0С. Безморозный период длится 100-130 дней. Период с температурой воздуха выше 10 0С составляет 115 дней. Сумма температур выше 10 0С составляет 1750 градусов. Среднее годовое количество осадков составляет 430-450 мм. Устойчивый снежный покров ложится в среднем с 10 октября до 5 ноября, реже 22 ноября .

## История
Деревня известна с 1890 года. Населенный пункт до 2020 года входил в состав Нижнегалинского сельского поселения Верещагинского района. После упразднения обоих муниципальных образований входит в состав Верещагинского городского округа.

## Население
Постоянное население составляло 44 человека в 2002 году (91% русские), 37 человек в 2010 году.   